# خورخي أغيلار (لاعب كرة قدم)
خورخي أغيلار (بالإسبانية: Jorge Luis Aguilar Miranda)‏ هو لاعب كرة قدم باراغواياني، ولد في 4 فبراير 1993 في باراغواري في باراغواي. لعب مع جنرال كاباليرو ‏.

## وصلات خارجية
- خورخي أغيلار (لاعب كرة قدم) على موقع قاعدة بيانات كرة القدم.إي يو (الإنجليزية)
- خورخي أغيلار (لاعب كرة قدم) على موقع Soccerway.com (الإنجليزية)